# Шутова, Надежда Ивановна
Наде́жда Ива́новна Шу́това (в девичестве — Лекомцева; 28 января 1955, д. Лонки-Ворцы, Игринский район, УАССР, РСФСР, СССР) — советский и российский учёный, историк, археолог, этнолог. Доктор исторических наук, старший научный сотрудник Удмуртского института истории, языка и литературы УрО РАН, профессор, Заслуженный деятель науки Удмуртской Республики.

## Биография
Надежда Ивановна происходит из семье сельской интеллигенции, родилась 28 января 1955 г. в д. Лонки-Ворцы Игринского р-на УАССР. В 1977 году окончила исторический факультет Удмуртского университета, по специальности историка, преподавателя истории и обществоведения. С 1979 году работает в Удмуртском институте истории, языка и литературы УрО РАН. В 1990—1991 годах прошла стажировку в Институте археологии АН СССР. В 1991 г. защитила под руководством академика В. В. Седова кандидатскую диссертацию по теме «Удмуртские могильники XVI — первой половины XIX вв.». С 1997 по 2012 год прошла несколько научных стажировок в Хельсинкском университете. В 2000 году защитила докторскую диссертацию по теме «Дохристианские культовые памятники в удмуртской религиозной традиции: Опыт комплексного исследования».

## Научная деятельность
Исследования Шутовой посвящены проблемам истории и культуры народов Приуралья. В 1980-х годах в нескольких археологических экспедициях ею были обнаружены 10 неизвестных раннее средневековых городищ в зоне расселения в пределах Арской земли. С 1985 по 1990 год она изучала удмуртские кладбища XVI—XIX века. На этой основе она ппроанализировала изменение произошедщие в погребальных обрядах и классифицировала вещевойинвентарь, который складывался с умершими. Она выяснила, что священные места финно-угорских племён, обитавших в пределах Камско-Вятского регионе в средние века обладают уникальными особенностями планировки, а также используемыми для ритуальных целей средств. Результаты исследований Шутовой используются в обучении школьников на уроках краеведения и истории, а также при проведении факультативов.
Входит в состав диссертационного совета по защите докторских диссертаций Удмуртского университета. Входила в состав программного комитета VI Всероссийской конференции «Финно-угорский мирв полиэтничном пространстве России: культурное наследие и новые вызовы».

## Публикации
Автор более 150 научных публикаций.
- Шутова Н. И. Удмурты XVI- первой половины XIX вв.: по данным могильников. Ижевск, 1992. 264 с.
- Шутова Н. И. Дохристианские культовые памятники в удмуртской религиозной традиции: опыт комплексного исследования. Ижевск, 2001. 304 с.
- Культовые памятники Камско-Вятского региона: Материалы и исследования. Монография / Отв. ред. Н. И. Шутова. Ижевск, 2004. 228 с.
- Удмуртская мифология Архивная копия от 22 марта 2020 на Wayback Machine / Под ред. В. Е. Владыкина, Т. Г. Владыкиной. Ижевск, 2004.
- Иванов А. Г., Иванова М. Г., Останина Т. И., Шутова Н. И. Археологическая карта северных районов Удмуртии. Ижевск, 2004. 276 с.
- Шутова Н. И., Капитонов В. И., Кириллова Л. Е., Останина Т. И. Историко-культурный ландшафт Камско-Вятского региона / Науч. ред. Н. И. Шутова. Ижевск: УИИЯЛ УрО РАН. 2009. 244 с.
- Shutova N. Trees in udmurt religion // Antiquity. 2006. Т. 80. № 308. С. 318—327.